# Гетиашвили, Василий Николаевич
Василий Николаевич Гетиашвили (1887, Сигнахский уезд, Тифлисская губерния, Российская империя — неизвестно, Гурджаанский район, Грузинская ССР) — звеньевой Мукузанского виноградарского совхоза Министерства пищевой промышленности СССР, Гурджаанский район, Грузинская ССР. Герой Социалистического Труда (1949).

## Биография
Родился в 1887 году в крестьянской семье в одном из сельских населённых пунктов Сигнахского уезда. После окончания местной сельской школы трудился в сельском хозяйстве. В послевоенное время — звеньевой виноградарей в Мукузанском виноградарском совхозе.
В 1948 году звено под его руководство собрало в среднем с каждого гектара по 104,3 центнеров винограда на участке площадью 3,2 гектара. Указом Президиума Верховного Совета СССР от 5 октября 1949 года удостоен звания Героя Социалистического Труда за «получение высоких урожаев виноградов в 1948 году» с вручением ордена Ленина и золотой медали «Серп и Молот» (№ 4770).
Этим же указом званием Героя Социалистического Труда был награждён звеньевой Мукузанского совхоза Давид Николаевич Миндорашвили.
В 1949 году звено Василия Гетиашвили собрало в среднем с каждого гектара по 131,6 центнеров винограда с площади 3,1 гектара. За эти выдающиеся трудовые достижения был награждён вторым Орденом Ленина.
Будучи пенсионером, продолжал трудиться в колхозе. В 1951 году, в возрасте 64 лет, был награждён Орденом Трудового Красного Знамени. Проживал в Гурджаанском районе. Дата смерти не установлена.
Награды
- Герой Социалистического Труда
- Орден Ленина — дважды (1949; 04.09.1950)
- Орден Трудового Красного Знамени (28.07.1951)